# Cortina de Gelo
Cortina de Gelo é uma expressão que foi cunhada durante a Guerra Fria para designar a fronteira entre a Ilha Diomedes Maior, pertencente à então União Soviética, e a Ilha Diomedes Menor, pertencente aos Estados Unidos da América. As 2 ilhas distam pouco menos de 4 km entre si, e demarcam o ponto mais próximo entre as 2 nações. Durante boa parte do ano o percurso entre os dois fica congelado e, teoricamente, é possível atravessar a pé dos Estados Unidos para a Rússia. Mas na prática, é ilegal atravessar de uma ilha para a outra.
O nome Cortina de Gelo é uma alusão ao termo Cortina de Ferro, expressão usada para designar a divisão da Europa em duas partes, a Europa Oriental e a Europa Ocidental. Tradicionalmente, os povos indígenas da região frequentemente cruzavam a fronteira para "visitas de rotina, festivais sazonais e comércio de subsistência", mas foram impedidos de fazê-lo durante a Guerra Fria. Diferentemente da Cortina de Ferro, porém, a Cortina de Gelo é relativamente relaxada. A fronteira em si é desmarcada, sem nenhuma bandeira nacional em ambos os lados. A fronteira é considerada não hostil pelos dois lados - e nunca teve nada parecido com as agressões vistas na fronteira europeia.
Em 1987, um evento emblemático levou as pequenas Ilhas Diomedes às manchetes do mundo inteiro. A nadadora americana Lynne Cox atravessou os quase 4000 metros que separam as ilhas irmãs, num gesto de aproximação entre as super potências que se esforçavam para estreitar os laços há tanto tempo separados.
Há anos está proposto um projeto de construção de uma ponte intercontinental (dita Ponte Intercontinental da Paz) que passará pelas Ilhas Diomedes, ligando-as, e que permitiria o trânsito entre o Alasca e o Extremo Oriente russo.